# Ilyes Yaiche
Ilyes Yaiche (sinh ngày 27 tháng 10 năm 1997 ở Tizi Ouzou) là một cầu thủ bóng đá người Algérie thi đấu cho câu lạc bộ tại Giải bóng đá hạng nhất quốc gia Algérie USM Alger. Anh chủ yếu thi đấu ở vị trí tiền vệ tấn công.

## Sự nghiệp câu lạc bộ
Vào tháng 6 năm 2015, Yaiche từng là thành viên của U-18 ASM Oran vô địch Cúp U-18 Algérie, ghi một bàn thắng trong chiến thắng 3-1 trước USM El Harrach in the final.
Vào mùa hè năm 2016, Boumechra ký bản hợp đồng 4 năm cùng với USM Alger.